# Masanobu Komaki
Masanobu Komaki (født 28. april 1992) er en japansk fodboldspiller, som spiller for den japanske fodboldklub Fujieda MYFC.